# Chris Pontius
Chris Pontius (Pasadena, California; 16 de julio de 1974), cuyo nombre completo es Christopher Andrew Pontius, es un acróbata y presentador de televisión estadounidense. Se le conoce sobre todo por ser miembro del reparto del reality show Jackass y copresentador de su spinoff Wildboyz junto a su compañero de reparto Steve-O.

## Trayectoria
Pontius nació el 16 de julio de 1974 en Pasadena, California, y se crio en San Luis Obispo. De adolescente, conoció a sus futuros colaboradores de Jackass cuando fue entrevistado en la revista de skate Big Brother, yendo en monopatín sobre una barandilla. Pontius llegó a escribir para Big Brother, y formó parte del reparto de Jackass a partir del primer episodio en 2000.

### Papel en Jackass
Pontius realiza sobre todo acrobacias que implican desnudez, como el sketch recurrente "Party Boy", en el que baila en público sin llevar nada más que un tanga. También suele hacer acrobacias con el pene, entre las que destacan la mordedura de una serpiente y el vuelo de un helicóptero teledirigido con el pene atado con un hilo al helicóptero teledirigido. También hace acrobacias y bromas en las que interpreta a distintos personajes, como disfrazarse de diablo mientras camina por la calle y sostiene un cartel que dice "Mantén a Dios fuera de California".
El dinero que cobraba le permitió seguir viajando durante varios años. Una década después, decidió instalarse en Los Ángeles donde dio comienzo su inesperada carrera cinematográfica. Después de su papel en Jackass: The Movie, fue uno de los protagonistas de Wildboyz, la serie de aventuras y acción de MTV en la que Steve-O y él viajan a países exóticos, y en la que se empeñan en conocer de cerca la naturaleza y a los habitantes. Varios años después, en 2006, apareció en Jackass 2, así como en Jackass 2.5.
Su mayor éxito hasta el momento es su aparición en la película Jackass 3D, que fue un éxito de taquilla, y Jackass 3.5.

## Vida personal
En 2004, Pontius se casó con Claire Nolan. La pareja se separó en 2009. En 2011, Nolan solicitó el divorcio, que finalizó en 2013. Pontius está casado actualmente con Mae Quijada. Tienen un hijo nacido en 2019.

## Filmografía

### Películas
| Año  | Película                                | Rol               | Notas              |
| ---- | --------------------------------------- | ----------------- | ------------------ |
| 2002 | Jackass: The Movie                      | Himself           | Writer             |
| 2003 | Charlie's Angels: Full Throttle         | Irish Dock Worker | Cameo              |
| 2006 | National Lampoon's TV: The Movie        | Jesus Christ      |                    |
| 2006 | Jackass Number Two                      | Himself           | Writer Soundtrack  |
| 2007 | Jackass 2.5                             | Himself           | Writer Soundtrack  |
| 2008 | What We Do Is Secret                    | Black Randy       |                    |
| 2010 | Somewhere                               | Sammy             |                    |
| 2010 | Jackass 3D                              | Himself           | Writer             |
| 2011 | Jackass 3.5                             | Himself           | Writer             |
| 2017 | Dumb: The Story of Big Brother Magazine | Himself           | Documentary        |
| 2018 | Action Point                            | Benny             |                    |
| 2018 | Game Over, Man!                         | Himself           | Cameo              |
| 2022 | Jackass Forever                         | Himself           | Writer Co-producer |
| 2022 | Jackass 4.5                             | Himself           | Writer Co-producer |

### Televisión
| Año       | Película                                  | Rol              | Notas                                             |
| --------- | ----------------------------------------- | ---------------- | ------------------------------------------------- |
| 2000–2001 | Jackass                                   | Himself          | 21 episodes                                       |
| 2002      | Jackass Backyard BBQ                      | Himself          | TV special                                        |
| 2002      | MTV Cribs                                 | Himself          | 1 episode                                         |
| 2003      | Jackass Winterjam                         | Himself          | TV special                                        |
| 2003      | 2003 MTV Movie Awards                     | Himself          | Guest appearance                                  |
| 2003      | 2003 MTV Europe Music Awards              | Himself          | Presenter                                         |
| 2003      | MTV Video Music Awards Latinoamérica 2003 | Himself          | Presenter                                         |
| 2003–2006 | Wildboyz                                  | Himself          | Host Co-creator 32 episodes                       |
| 2004–2006 | Totally Busted                            | Himself          |                                                   |
| 2004-2010 | The Tonight Show with Jay Leno            | Himself          | 5 episodes                                        |
| 2005      | Jackass: Gumball 3000 Rally Special       | Himself          | TV special                                        |
| 2005      | America's Next Top Model                  | Himself          | Episode 5.8                                       |
| 2006      | 2006 MTV Video Music Awards               | Himself          | Presenter                                         |
| 2006      | Los Premios MTV Latinoamérica 2006        | Himself          | Presenter                                         |
| 2006      | WWE Monday Night RAW                      | Himself          | Episode 14.42                                     |
| 2007      | The Podge and Rodge Show                  | Himself          | Episode 3.7                                       |
| 2008      | Jackassworld.com: 24 Hour Takeover        | Himself          | TV special                                        |
| 2009      | Nitro Circus                              | Himself          | 1 episode                                         |
| 2009      | Steve-O: Demise and Rise                  | Himself          | TV movie documentary                              |
| 2010      | 2010 MTV Video Music Awards               | Himself          | Presenter                                         |
| 2010      | 2010 MTV Europe Music Awards              | Himself          | Presenter                                         |
| 2010      | Up Close with Carrie Keagan               | Himself          | 1 episode                                         |
| 2010-2018 | Made in Hollywood                         | Himself          | Episode 6.4 and episode 13.36                     |
| 2011      | Good News Week                            | Himself          | Episode 10.7                                      |
| 2011      | A Tribute to Ryan Dunn                    | Himself          | TV documentary                                    |
| 2012      | Raising Hope                              | Albert           | Episode 2.15: "Sheer Madness"                     |
| 2012      | Rally On                                  | Himself          | Episode 1.6: "NOLA Blues: New Orleans to Orlando" |
| 2013      | MTV Cribs                                 | Himself          | Episode 12.1                                      |
| 2013-2014 | Tanked                                    | Himself          | 2 episodes                                        |
| 2014      | Loiter Squad                              | Himself          | Episode 3.3: "Sharpshooter"                       |
| 2016      | Ridiculousness                            | Himself          | Episode 7.20                                      |
| 2016      | Party Legends                             | Himself          | Episode 1.1                                       |
| 2017      | Epicly Later'd: Bam Margera               | Himself          | TV documentary                                    |
| 2018      | Celebrity Page                            | Himself          | Episode 3.195                                     |
| 2021      | Jackass Shark Week                        | Himself          | TV special                                        |
| 2021      | WWE SmackDown                             | Himself          | Episode 24.10 Guest appearance                    |
| 2022      | UFC 270                                   | Himself          | Audience member                                   |
| 2022      | WrestleMania 38                           | Himself          | Johnny Knoxville's accomplice                     |
| 2022      | Jackass Shark Week 2.0                    | Himself          | TV special Producer                               |
| 2022      | Celebrity Family Feud                     | Himself          | Participant Episode 9.11                          |
| 2023      | History of the World, Part II             | Russian Assassin | 3 episodes                                        |

### DVDs
| Año  | Título                                                      | Rol     | Notas                             |
| ---- | ----------------------------------------------------------- | ------- | --------------------------------- |
| 1996 | Big Brother                                                 | Himself |                                   |
| 1998 | Number Two: Big Brother                                     | Himself |                                   |
| 2001 | Don't Try This at Home: The Steve-O Video                   | Himself | Guest appearances                 |
| 2001 | CKY3                                                        | Himself | Cameo as Party Boy                |
| 2002 | Don't Try This at Home – The Steve-O Video Vol. 2: The Tour | Himself | Guest appearances                 |
| 2003 | Steve-O: Out on Bail                                        | Himself | Guest appearances                 |
| 2004 | Steve-O: The Early Years                                    | Himself | Guest appearances                 |
| 2006 | Ultimate Predator                                           | Himself | Guest appearances                 |
| 2009 | Jackass: The Lost Tapes                                     | Himself | Archive footage Writer Soundtrack |
| 2020 | Steve-O: Gnarly                                             | Himself | Guest appearances                 |
| 2023 | Steve-O's Bucket List                                       | Himself | Guest appearances                 |

### Serie web
| Año       | Título                          | Rol     | Notas                   |
| --------- | ------------------------------- | ------- | ----------------------- |
| 2015      | Jackass Reunion: 15 Years Later | Himself | Rolling Stone special   |
| 2019      | Bathroom Break Podcast          | Himself | 1 episode               |
| 2020-2022 | Steve-O's Wild Ride!            | Himself | 2 episodes Podcast      |
| 2023-     | The Pontius Show                | Himself | Host Co-creator Podcast |

### Video games
| Year | Title             | Role    | Notes                    |
| ---- | ----------------- | ------- | ------------------------ |
| 2007 | Jackass: The Game | Himself | Voice and motion capture |

### Vídeos musicales
| Year | Artist           | Track                                         | Role    | Notes                |
| ---- | ---------------- | --------------------------------------------- | ------- | -------------------- |
| 2001 | Shaquille O'Neal | "Psycho"                                      | Himself | Unreleased           |
| 2002 | CKY              | "Flesh into Gear"                             | Himself | Archived footage     |
| 2002 | Andrew W.K.      | "We Want Fun"                                 | Himself |                      |
| 2003 | Roger Alan Wade  | "If You're Gonna Be Dumb, You Gotta Be Tough" | Himself |                      |
| 2006 | Chris Pontius    | "Karazy"                                      | Himself | Writer and performer |
| 2010 | Weezer           | "Memories"                                    | Himself |                      |
| 2019 | Derek Milton     | "Gentle Chameleon"                            | Himself |                      |